# Olambrilla

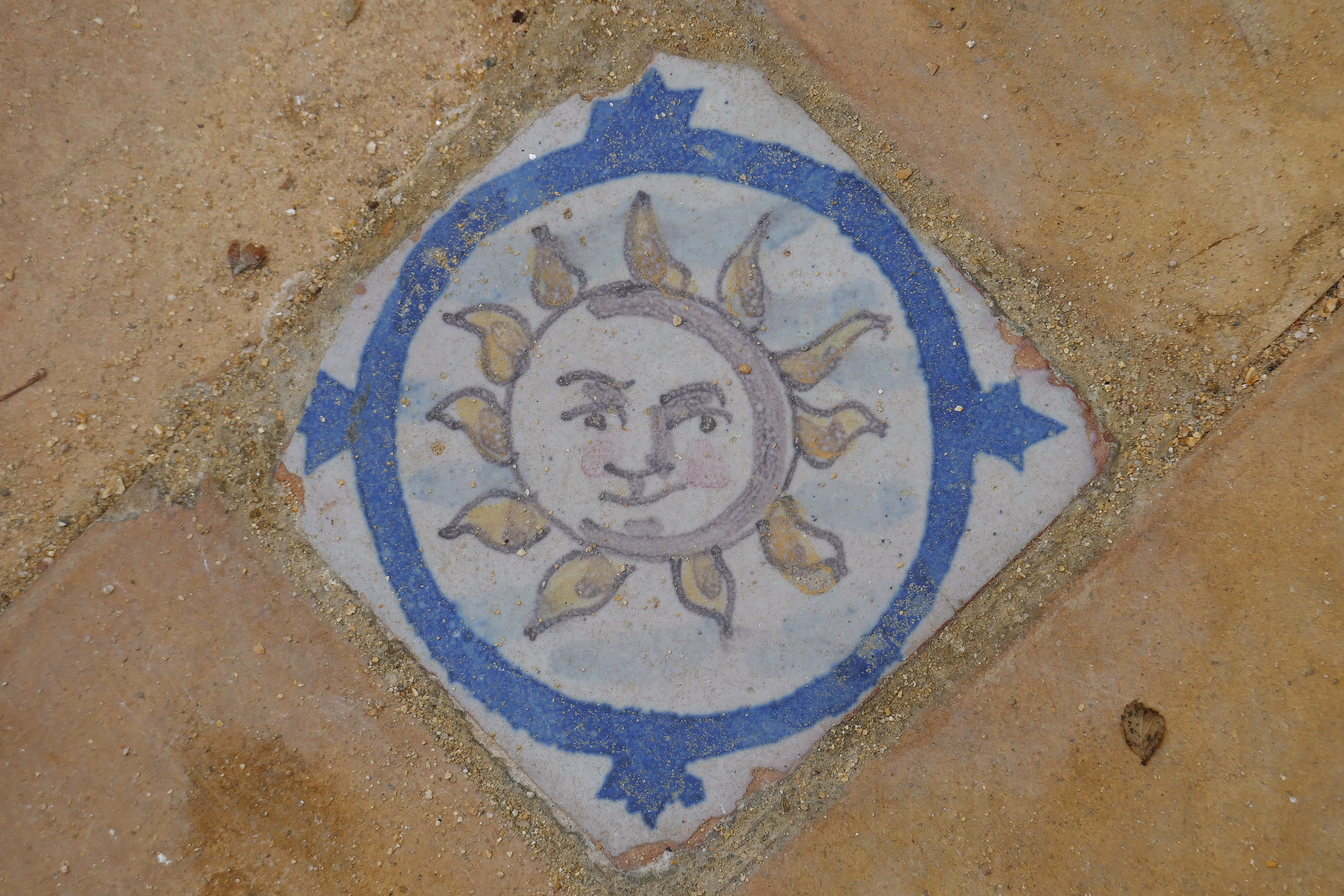
Olambrilla en el suelo de la Casa de Pilatos, en Sevilla.

Olambrilla, olambre o alambrilla, es un azulejo cuadrangular de unos siete centímetros de lado, usado en la obra de solerías o pavimentos y para revestir zócalos para uso decorativo, combinado con baldosas rectangulares, tradicionalmente rojas sin esmaltar, o ladrillos de pavimento.
Algunas fuentes proponen que el conjunto de términos «olambrilla / olambres / alambrilla», proceden del sonido Alambra, referido a la Alhambra de Granada, donde según esas fuentes se usaron por primera vez, en los siglos XIII y XIV. Sin embargo parece más prudente relacionar este pequeño azulejo decorativo con un origen en Oriente Medio (Persia) o Bizancio.

### Localizaciones

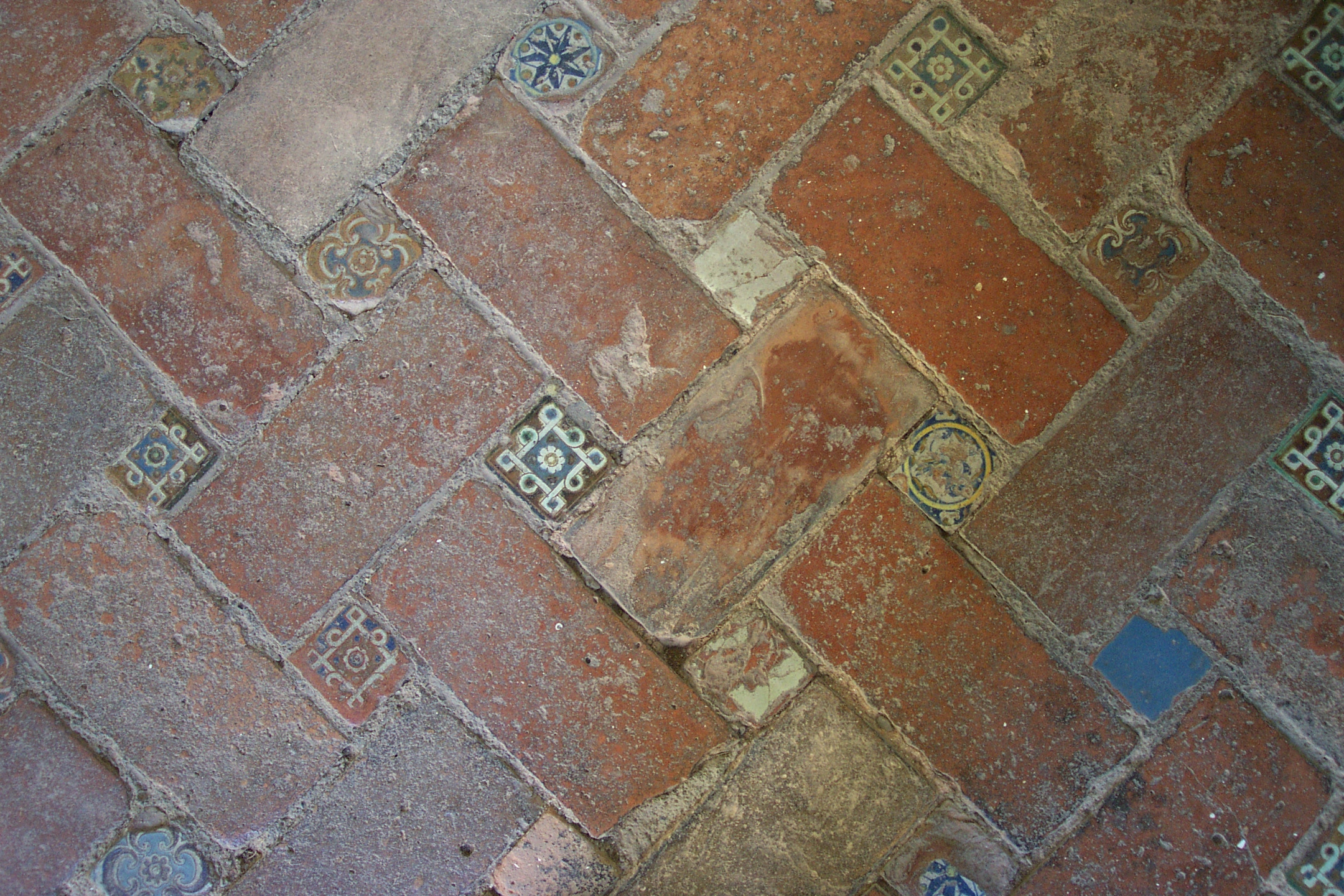
Solería de ladrillos rojos con olambrillas, en el patio de Lindaraja, en la Alhambra de Granada.

En la península ibérica, casi siempre como legado de la cerámica morisca y judía, se registra su producción en los principales focos alfareros de Andalucía, Aragón, Cataluña, la provincia de Toledo y la provincia de Valencia. Fueron un recurso decorativo frecuente en las solerías más antiguas de conjuntos monumentales como la referida Alhambra de Granada o el monasterio de El Escorial, así como en muy diversos edificios de ciudades españolas como —por citar solo algunas— Toledo, Almagro y especialmente en Sevilla (con notables ejemplos en los conjuntos cerámicos creados para la Exposición Iberoamericana de Sevilla de 1929, o en edificios privados como la Casa de Pilatos. Fuera de la península ibérica, registró una importante producción en la cerámica de Delft.